# Société néerlandaise de financement du développement
Pour les articles homonymes, voir FMO (homonymie).

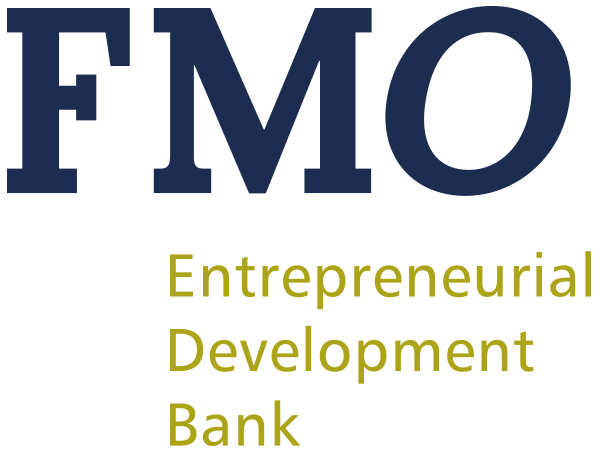
Logo de la société néerlandaise de financement du développement

La Société néerlandaise de financement du développement, en néerlandais : Nederlandse Financierings-Maatschappij voor Ontwikkelingslanden (FMO), est une banque de développement ayant son siège à La Haye. Elle possède le statut de banque et elle est supervisée par la Banque des Pays-Bas depuis 2008. Elle est créée en 1970, par l'état néerlandais, des banques néerlandaises et des investisseurs privés. Elle est contrôlée à 51 % par le gouvernement des pays-bas et à 42 % un consortium de banque.